# Star Trek-játékok listája
A Star Trek világában játszódó számítógépes játékok listája.
| A játék neve                                   | A megjelenés éve |
| ---------------------------------------------- | ---------------- |
| DS9: Balance of power                          | ismeretlen       |
| 25th Anniversary                               | 1993             |
| Judgment Rites                                 | 1993             |
| A Final Unity                                  | 1995             |
| DS9 Harbinger                                  | 1995             |
| Klingon                                        | 1996             |
| Borg                                           | 1996             |
| Nemzedékek                                     | 1997             |
| Starfleet Academy                              | 1997             |
| Game Show                                      | 1997             |
| Pinball                                        | 1998             |
| Starship Creator                               | 1998             |
| Klingon Honor Guard                            | 1998             |
| Hidden Evil                                    | 1999             |
| Birth of Federation                            | 1999             |
| Starfleet Command                              | 1999             |
| Armada                                         | 2000             |
| Star Trek: Voyager Elite Force                 | 2000             |
| ConQuest                                       | 2000             |
| Klingon Academy                                | 2000             |
| The Fallen                                     | 2000             |
| New Worlds                                     | 2000             |
| Away Team                                      | 2000             |
| Starfleet Command II                           | 2001             |
| Armada 2                                       | 2001             |
| Dominion Wars                                  | 2001             |
| Orion Pirates                                  | 2001             |
| Bridge Commander                               | 2001             |
| Star Trek Elite Force Expansion Pack           | 2001             |
| Starfleet Command III                          | 2003             |
| Star Trek: Elite Force II                      | 2003             |
| Star Trek Shattered Universe                   | 2004             |
| Enterprise: Asteroids                          | 2004             |
| Birth of the Federation II. -- New Beginninegs | 2005             |
| Star Trek: Legacy                              | 2006             |
| Star Trek Encounters                           | 2006             |
| Star Trek Legancy                              | 2006             |
| Star Trek Tactical Assault                     | 2006             |
| Star Trek: Encounters                          | 2006             |
| Star Trek Supremacy                            | 2007             |
| Star trek 3D                                   | 2007             |
| Star Trek Online                               | 2010             |